# N38 (Togo)
Die N38 ist eine Fernstraße in Togo, die in Bassar beginnt und in Bafilo endet. Dies ist eine Verbindung der N17 mit der N1. Sie ist 60 Kilometer lang.